# گمینا نووه بژسکو
گمینا نووه بژسکو (به لهستانی:  Gmina Nowe Brzesko) یک گمینا در لهستان است که در شهرستان پروشوویتسه واقع شده‌است. گمینا نووه بژسکو ۵۴٫۵۳ کیلومتر مربع مساحت و ۵٬۷۶۹ نفر جمعیت دارد.